# Ryuji Kubota
Ryuji Kubota (Hyogo, 24 juli 1976) is een voormalig Japans voetballer.

## Carrière
Ryuji Kubota speelde tussen 1995 en 1998 voor Yokohama Marinos en Vissel Kobe.